# Bu Xiangzhi
Bu Xiangzhi (chinesisch 蔔祥志 / 卜祥志, Pinyin Bǔ Xiángzhì; * 10. Dezember 1985 in Qingdao) ist ein chinesischer Schachgroßmeister.

## Leben
Bu erlernte das Schachspiel im Alter von sechs Jahren und erhielt frühzeitig Training. Als 12-Jähriger gewann er die Jugendmeisterschaft Chinas und wurde 1998 Jugendweltmeister U14. Ein Sponsorvertrag mit einem Mineralwasserproduzenten seiner Heimatstadt Qingdao ermöglichte es ihm 1999, mit seinem Trainer Ji Yunqi nach Europa zu reisen, um dort an internationalen Schachturnieren teilzunehmen. Im Herbst 1999 erzielte er innerhalb von nur zwei Monaten drei Großmeisternormen, indem er Turniere in Paks und Budapest gewann und in Qingdao den 1. bis 3. Platz teilte. Im Alter von 13 Jahren, 10 Monaten und 13 Tagen wurde er damit der bis dahin jüngste Großmeister der Schachgeschichte.
Im Jahr 2000 gewann er bei seinem ersten Auftritt in Deutschland das Neckar-Open-Turnier in Deizisau und besiegte in einem Wettkampf in New York das aserbaidschanische Schachtalent Teymur Rəcəbov mit 6,5:1,5. Bu gewann 2004 in Lanzhou die chinesische Landesmeisterschaft.
2007 gewann er das Schachfestival Bad Wörishofen vor Stefan Bromberger und Romuald Mainka und zum zweiten Mal das Neckar-Open in Deizisau, außerdem in Ottawa das Canadian Open vor Nigel Short und in León den World Cup im Blindschach vor Sergei Karjakin und Magnus Carlsen. 2008 belegte er beim Gibtelecom Masters-Open in Gibraltar den geteilten ersten Platz gemeinsam mit Hikaru Nakamura, verlor allerdings danach den Stichkampf um den ersten Preis.
Bu nahm 2007, 2009, 2011 und 2017 am Schach-Weltpokal teil. Im März 2024 gewann Bu beim Shenzhen Masters, unter anderem mit einem Sieg gegen Erigaisi Arjun.

## Mannschaftsschach

### Nationalmannschaft
Bu nahm mit der chinesischen Nationalmannschaft an den Schacholympiaden 2002 bis 2012 teil, der größte Erfolg war ein zweiter Platz bei der Schacholympiade 2006 in Turin. Die Mannschaftsweltmeisterschaften 2015 gewann er mit der chinesischen Mannschaft, 2005 und 2013 landete er auf dem zweiten Platz und erreichte jeweils das zweitbeste Einzelergebnis an seinem Brett (2005 am ersten, 2013 am vierten Brett). Ferner gewann Bu mit der chinesischen Mannschaft die asiatische Mannschaftsmeisterschaft 2008 in Visakhapatnam, den Schachwettbewerb der Asienspiele 2010 in Guangzhou sowie die Schachwettbewerbe der Hallen-Asienspiele 2007 in Macau und 2009 in Hanoi. Bereits bei den Asienspielen 2006 gewann Bu zwei Medaillen.

### Vereine
Bu spielte in der chinesischen Mannschaftsmeisterschaft bis 2014 für die Mannschaft von Shandong und wurde mit dieser 2007 und 2010 chinesischer Mannschaftsmeister. 2015 spielte er für die Mannschaft von Chongqing, seit 2016 tritt er wieder für Shandong an. Er gewann 2009 den European Club Cup mit Economist-SGSEU-1 Saratow. In der deutschen Schachbundesliga spielte Bu in der Saison 2006/07 für den TV Tegernsee. Er war auch in den beiden folgenden Spielzeiten bei Tegernsee gemeldet, wurde aber nicht mehr eingesetzt.